# Вальтер Корбо
Вальтер Корбо (ісп. Walter Corbo, нар. 2 травня 1949, Монтевідео) — уругвайський футболіст, що грав на позиції воротаря. Виступав, зокрема, за клуб «Пеньяроль», а також національну збірну Уругваю.
Триразовий чемпіон Уругваю. 

## Клубна кар'єра
Футбольну кар'єру розпочав у «Расінгу» (Монтевідео). У 1970 році підсилив «Пеньяроль», в якому провів шість сезонів, взявши участь у 121 матчі чемпіонату. У 1973 та 1974 році під керівництвом Хуана Рікардо Фаццио, Уго Бануло та Хосе Марії Родрігес разом з «Орінегрос» виграв чемпіонату Уругваю. Окрім цього, у 1974 році разом з «Пеньяролем» виграв Трофей Терези Еррери та Лігілью. Після цього виїхав до Мексики, де грав за «Монтеррей».
Протягом 1977—1978 років захищав кольори клубу «Греміо». Разом з командою виграв Лігу Гаушу. У складі бразильського клубу зіграв 74 матчі в чемпіонаті. У середині 1979 року перейшов у «Сан-Лоренсо». Наступного року через борги по зарплаті відмовився продовжувати контракт з клубом. За «Сан-Лоренсо» зіграв 48 матчів у національному чемпіонаті, а в своєму останньому сезоні в клубі був капітаном команди. Потім перейшов до «Архентінос Хуніорс». Проте в новому клубі залишався дублером свого співвітчизника Маріо Гуальберто Аллеса, і вже незабаром уругваєць повернувся до «Сан-Лоренсо». Проте за команду не грав. Футбольну кар'єру завершив 1982 року в «Рівер Плейті» (Монтевідео).

## Виступи за збірну
8 лютого 1971 року дебютував у футболці національної збірної Уругваю. У складі збірної був учасником чемпіонату світу 1970 року у Мексиці (не зіграв жодного матчу), розіграшу Кубка Америки 1975 року у різних країнах. Востаннє футболку національної команди одягав 9 червня 1976 року.
Загалом протягом кар'єри у національній команді, яка тривала 6 років, провів у її формі 11 матчів, пропустив 21 м'яч.

## Досягнення
«Пеньяроль»
- Прімера Дивізіон Уругваю
  -  Чемпіон (3): 1973, 1974, 1975
  -  Срібний призер (4): 1969, 1971, 1972, 1976

- Трофей Терези Еррери
  -  Володар (1): 1974

- Лігілья Уругваю
  -  Чемпіон (1): 1974

- Кубок Лібертадорес
  -  Фіналіст (1): 1970

- Суперкубок міжконтинентальних чемпіонів
  -  Володар (1): 1969

«Греміо»
- Ліга Гаушу
  -  Чемпіон (1): 1977